# Баблон
Баблон е обезлюдено село в Южна България. То се намира в община Смолян, област Смолян.
Към 1934 г. селото има 37 жители. В днешно време няма постоянно население. Влиза в землището на село Смилян.